# Foro Olitorio
Il Foro Olitorio (Forum Holitorium in latino) è un'area archeologica di Roma, alle pendici del Campidoglio, tra il Teatro di Marcello e il Foro Boario.
 
In età antica ospitava il mercato della verdura e della frutta, così come l'area dell'adiacente Foro Boario era adibita a mercato della carne. Al suo interno si trovavano anche un'area sacra comprendente i tre tempietti dedicati a Giano, Speranza e Giunone Sòspita ed una statua bronzea di elefante, l'Elephas Herbarius.

## L'Area Sacra

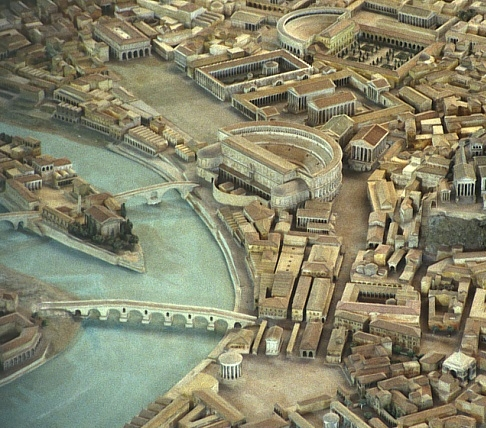
Veduta del Foro Olitorio (slargo al centro) e del Circo Flaminio (in alto) in prospettiva.

All'età repubblicana - più precisamente, al periodo tra la prima e la seconda guerra punica - risale l'edificazione dell'area sacra del foro, successivamente sottoposta a rifacimenti nel I secolo a.C., che comportarono l'abbattimento di un quarto tempio, operato da Cesare. Il quarto tempietto venne costruito da Manio Acilio Glabrione, console nel 191 a.C., e sorgeva di fianco al tempio di Giano: venne distrutto durante i lavori di costruzione del teatro di Marcello (poi completati da Augusto). Il tempio era anche luogo di culto di Diana.
Le scalinate dei tre templi non erano fra loro assiali, a conferma dell'assenza di un criterio urbanistico unitario in età repubblicana. Prima della loro edificazione, che ha delimitato l'estensione del mercato, questo probabilmente doveva arrivare fino al Tevere. Questi templi fanno oggi parte della struttura della Basilica di San Nicola in Carcere, della cui esistenza si hanno le prime notizie nell'XI secolo nel Liber Pontificalis.

### Tempio di Giano
Il tempio di Giano era quello situato sulla destra e il più vicino al Teatro di Marcello. Costruito da Gaio Duilio all'epoca della prima guerra punica, l'edificio venne restaurato nel 17 da Tiberio.

Il tempio era del tipo periptero sine postìcum (con colonne su tre lati), con otto colonne in tufo (peperino) sui lati lunghi e sei sul fronte (esastilo), rivestite di stucco e rialzate su un basso podio elegantemente sagomato.

### Tempio della Speranza
Il tempio della Speranza (in latino Aedes Spei) era invece situato alla sinistra, in opposizione al tempio di Giano. Fu costruito da Aulo Atilio Calatino, anch'esso ai tempi della prima guerra punica; venne restaurato nel 232 a.C. e ricostruito dopo l'incendio del 213 a.C., che distrusse anche i templi dell'area sacra di Sant'Omobono; infine fu restaurato nel 17 da Gaio Giulio Cesare Claudiano Germanico.

Il tempio era periptero, di ordine dorico, con sei colonne sul fronte e undici sul lato lungo; era realizzato con colonne di travertino greggio, successivamente ricoperte di stucco per simulare l'aspetto del marmo. Misurava 25 metri in lunghezza e 11 in larghezza.
Del tempio rimangono sei colonne con architrave inglobate nel fianco sinistro della chiesa di San Nicola.

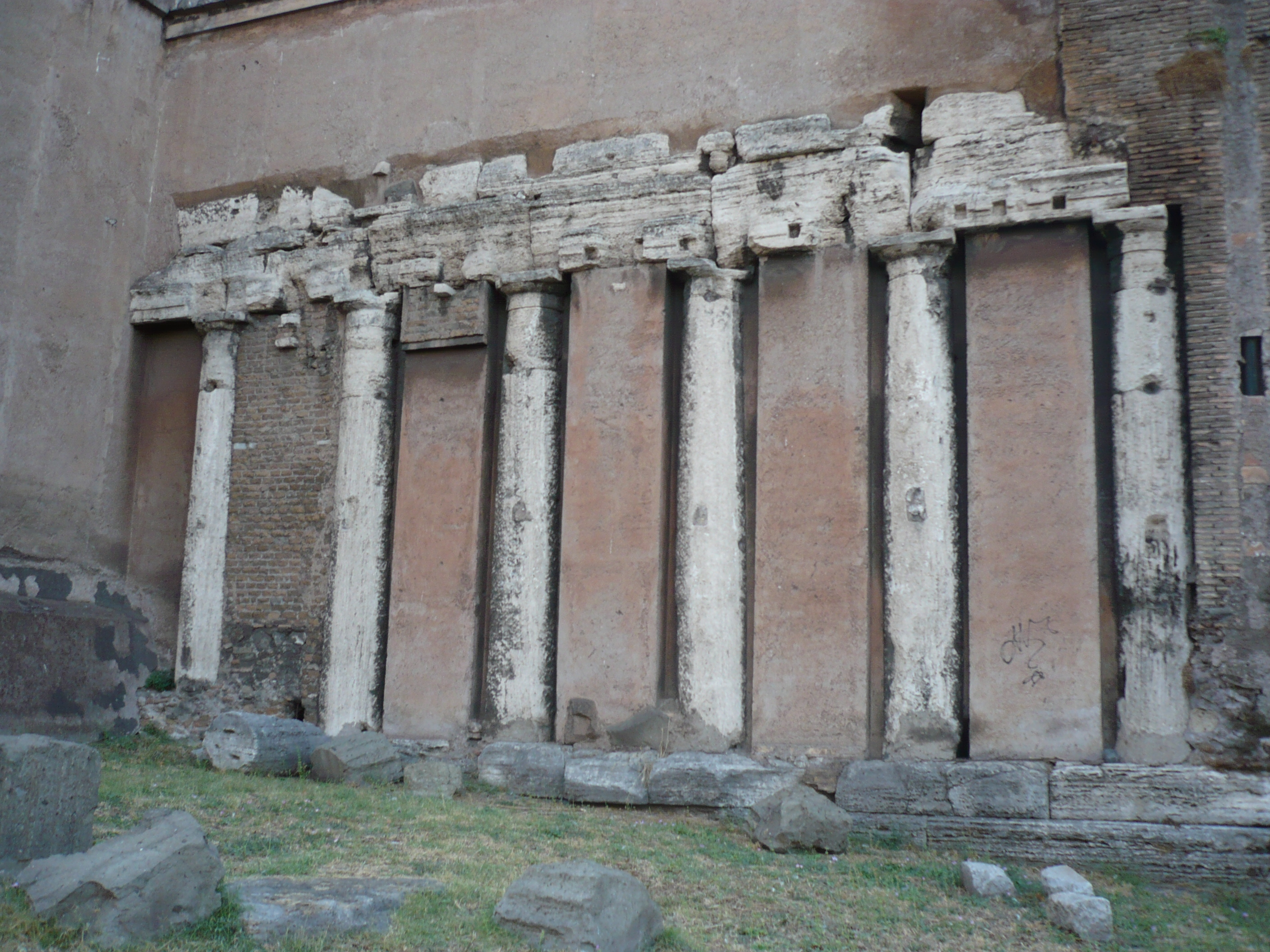
I resti del tempio della Speranza
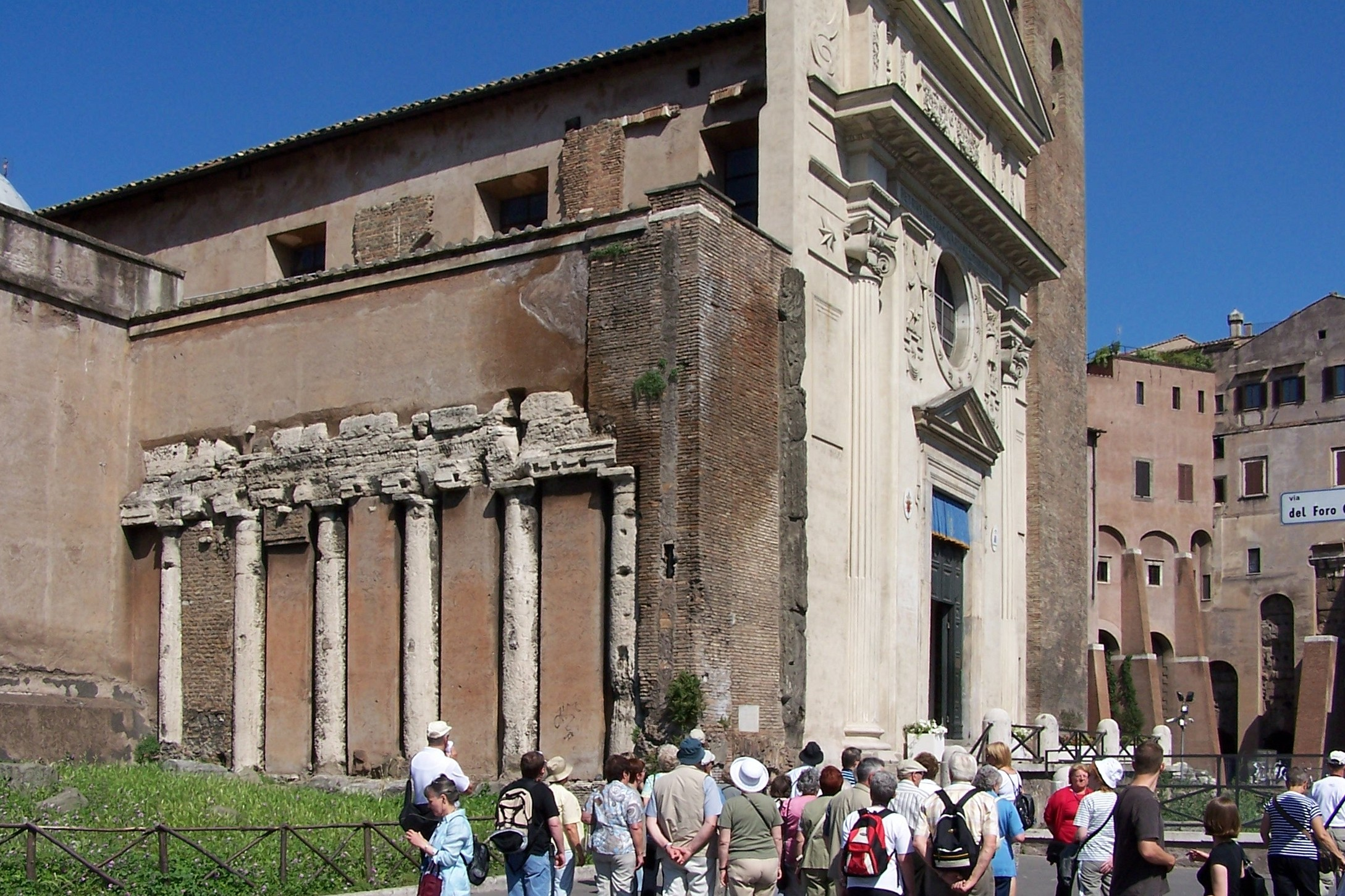
Basilica di San Nicola in Carcere con i resti romani

### Tempio di Giunone Sospita
Il tempio di Giunone Sòspita era situato tra il tempio della Speranza e quello di Giano, dove attualmente sorge la chiesa, che si stabilì sulle sue rovine verso la fine dell'XI secolo. Costruito verso il 195 a.C. da Gaio Cornelio Cetego, era periptero, di ordine ionico, con sei colonne sul fronte, tre file di colonne sul lato anteriore e due su quello posteriore. Una gradinata in travertino, utilizzata ancora oggi per accedere alla chiesa, conduceva al pronao del tempio. Era il più grande dei tre templi, poiché misurava 30 metri in lunghezza e 15 metri in larghezza, nonché il più alto, come si evince comparando le colonne preservatesi di ognuno dei templi. La struttura attuale appartiene al restauro dovuto a una tale Cecilia Metella, effettuato nel 90 a.C.
Del tempio restano il basamento, visitabile all'interno della chiesa, e tre colonne inglobate dalla facciata, di cui una priva di capitello; queste colonne erano ancora visibili nel loro stato originario prima del rifacimento della facciata. Altri resti, come alcune colonne, sono visibili all'interno della chiesa.

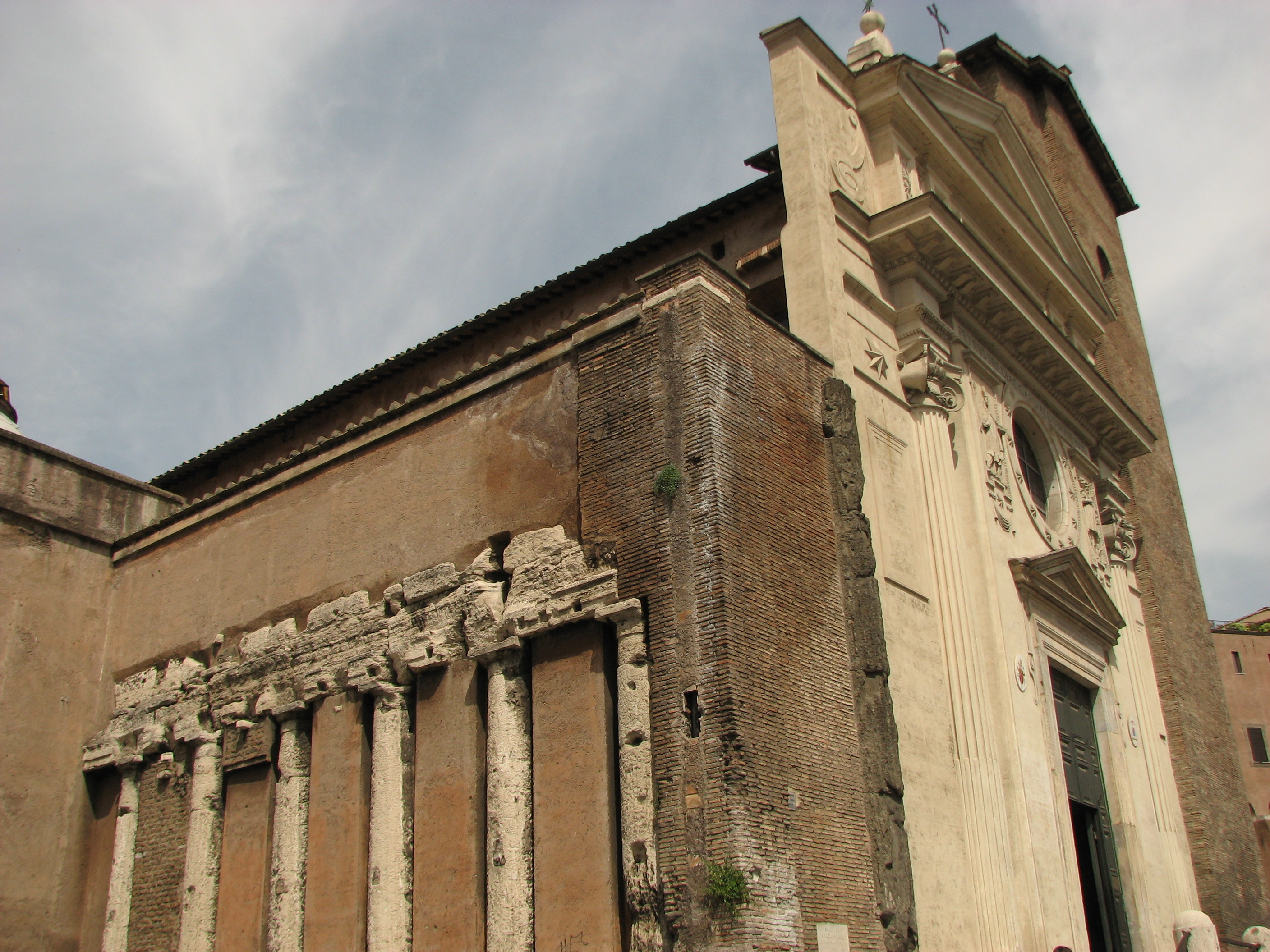
Le tre colonne superstiti del tempio sono state inglobate nella facciata.